# Еш (округ, Північна Кароліна)
Шаблон:StateAbbr_ 36°26′ пн. ш. 81°30′ зх. д. / 36.43° пн. ш. 81.5° зх. д.
Округ  Еш (англ. Ashe County) — округ (графство) у штаті  Північна Кароліна, США. Ідентифікатор округу 37009.

## Історія
Округ утворений 1799 року.

## Демографія
За даними перепису 
2000 року 
загальне населення округу становило 24384 осіб, усе сільське.
Серед мешканців округу чоловіків було 12031, а жінок — 12353. В окрузі було 10411 домогосподарств, 7422 родин, які мешкали в 13268 будинках.
Середній розмір родини становив 2,75.
Віковий розподіл населення поданий у таблиці:
| Стать    | До 15 років | 15-21 | 22-29 | 30-39 | 40-49 | 50-65 | 65-85 | Понад 85 |
| -------- | ----------- | ----- | ----- | ----- | ----- | ----- | ----- | -------- |
| Чоловіки | 2045        | 1055  | 1162  | 1729  | 1842  | 2345  | 1698  | 155      |
| Жінки    | 1903        | 875   | 1036  | 1618  | 1852  | 2545  | 2120  | 404      |

## Виноски
1. ↑  U.S. Decennial Census. United States Census Bureau. Архів оригіналу за 26 квітня 2015. Процитовано 11 січня 2015.
2. ↑  Historical Census Browser. University of Virginia Library. Архів оригіналу за 11 серпня 2012. Процитовано 11 січня 2015.
3. ↑  Forstall, Richard L., ред. (27 березня 1995). Population of Counties by Decennial Census: 1900 to 1990. United States Census Bureau. Архів оригіналу за 3 березня 2015. Процитовано 11 січня 2015.
4. ↑  Census 2000 PHC-T-4. Ranking Tables for Counties: 1990 and 2000 (PDF). United States Census Bureau. 2 квітня 2001. Архів оригіналу (PDF) за 18 грудня 2014. Процитовано 11 січня 2015.
5. ↑  State & County QuickFacts. United States Census Bureau. Архів оригіналу за 6 липня 2011. Процитовано 17 жовтня 2013.(англ.) Наведено за англійською вікіпедією.
6. ↑  American FactFinder. Бюро перепису населення США. Архів оригіналу за 21 травня 2008. Процитовано 31 січня 2008.

| США | Це незавершена стаття з географії США. Ви можете допомогти проєкту, виправивши або дописавши її. |